# Марина Фоїс
Мари́на Сільві́ Фої́с (фр. Marina Sylvie Foïs; фр. вимова: [maʁi'na sil'vi fɔ'is]; нар. 21 січня 1970, Булонь-Біянкур, О-де-Сен, Франція) — французька театральна та кіноакторка.

## Біографія
Марина Сільві Фоїс народилася 21 січня 1970 року в Булонь-Біянкурі, департамент О-де-Сен, Франція, у родині з російським, єврейсько-єгипетським, німецьким та італійським корінням. З семирічного віку вона почала навчання акторської майстерності. У 1986 році, коли Марині було 16 років, вона зіграла в постановці комедії Мольєра «Школа дружин». Після цього Фоїс вирішила піти на заочні курси з листування, отримавши два роки потому ступінь бакалавра.
Свою акторську кар'єру Марина Фоїс починала в театрі: спочатку одна, потім долучилася до комедійної трупи «The Royal Imperial Green Rabit Company». Перейменована в «Робін Гудів» (фр. Les Robins des Bois), ця трупа була помічена в 1996 році Домініком Фарруджа та стала новим явищем в комедійному мистецтві Франції. В кіно Марина вперше з'явилася у фільмі «Блакитна каска» (1994) Жерара Жуньо, згодом отримала невеликі ролі в комедіях «Серійна коханка» (1998) і «Незначний вплив» (1999).
У 2001-му, користуючись успіхом «Робін Гудів», акторка розширила свій кінематографічний досвід, — як і раніше в комедійному жанрі. Вона грала організатора великої афери в «Пекельному хмарочосі», чарівну Сюстталаніс в «Астерікс і Обелікс: Місія Клеопатра» (2002), молоду медсестру у «Гонитві» (2002). У 2003 знялася у Клода Дюті у фільмі «Ласкаво просимо до притулку», де її героїні важко пристосуватися до сільського життя. Після цього акторка возз'єдналася з трупою «Робін Гуд», щоб разом знятися в доісторичній комедії Алена Шаба «Мільйон років до нашої ери» (2004). За роль у фільмі «Дорога́» (2007, реж. Крістін Карр'єр) Фоїс вперше була номінована у категорії «Найкраща акторка» на здобуття французькою національної кінопремії «Сезар».
У 2011 році зіграла одну з головних ролей у кримінальні драмі Майвенн «Паліція», за яку здобула премію «Кришталевий глобус» та вдруге номінувалася на «Сезара» як найкраща акторка.
У 2016 році Марина Фуа знялася в дебютній психологічній драмі Себастьяна Марньєра «Бездоганна», де зіграла роль жінки, яка після звільнення з роботи стала одержимою метою помститися молодій суперниці. За цю роль акторка була номінована на здобуття «Сезара» 2017 року у категорії «Найкраща акторка».

## Фільмографія (вибіркова)
| Рік       |    | Українська назва                    | Оригінальна назва                   | Роль                                                |
| --------- | -- | ----------------------------------- | ----------------------------------- | --------------------------------------------------- |
| 1994      | ф  | Блакитна каска                      | Casque bleu                         | Жулі                                                |
| 1998      | ф  | Серійна коханка                     | Serial Lover                        | Міна Шустер                                         |
| 1999      | кф | Похмуріше за хмару                  | Triste à mourir                     | Ноемі                                               |
| 1999      | ф  | Незначний вплив                     | Trafic d'influence                  | фр. L'invitée aux pétards                           |
| 2001      | ф  | Пекельний хмарочос                  | La tour Montparnasse infernale      | Стефані Лансеваль                                   |
| 2001      | ф  | Астерікс і Обелікс: Місія Клеопатра | Astérix & Obélix: Mission Cléopâtre | Сюстталаніс                                         |
| 2002      | ф  | Гонитва                             | Le Raid                             | молода медсестра                                    |
| 2002      | ф  | Жожо-картопля                       | Jojo la frite                       | Марі                                                |
| 2002      | ф  | Ті, що втратили й шукають           | Filles perdues, cheveux gras        | Наташа                                              |
| 2003      | ф  | Ключі від машини                    | Les Clefs de bagnole                | акторка, яка відмовляється гастролювати з Лораном   |
| 2003      | ф  | Хто убив Памелу?                    | Mais qui a tué Pamela Rose?         | відвідувачка в аптеці                               |
| 2003      | ф  | Ласкаво просимо до притулку         | Bienvenue au gîte                   | Каролін                                             |
| 2004      | ф  | Маленька гра без наслідків          | Un petit jeu sans conséquence       | Аксель                                              |
| 2004      | ф  | Мільйон років до нашої ери          | RRRrrrr!!!                          | Гай                                                 |
| 2004      | ф  | Пий до дна                          | À boire                             | Бенедикт                                            |
| 2004      | ф  | Шофер з Касабланки                  | Casablanca Driver                   | Сенді О'Браян                                       |
| 2004      | ф  | Я страшненька                       | J'me sens pas belle                 | Фанні Фонтана                                       |
| 2006      | ф  | Квиток у космос                     | Un ticket pour l'espace             | Сойзік                                              |
| 2006      | ф  | Вдалий шанс                         | Essaye-moi                          | мати Фірмін                                         |
| 2007      | ф  | Дорога́                              | Darling                             | Катрін, Софі, Сесіль Ніколь, на прізвисько «Дорога́» |
| 2008      | ф  | Нас двоє                            | La personne aux deux personnes      | Мюрієль Перраш                                      |
| 2008      | ф  | Проста душа                         | Un coeur simple                     | Матильда Обен                                       |
| 2008      | ф  | Задоволення від співу               | Le plaisir de chanter               | Мюрієль                                             |
| 2009      | ф  | Бал акторок                         | Le bal des actrices                 | Марина Фоїс                                         |
| 2009      | ф  | Код змінився                        | Le code a changé                    | Мелані Каркассон                                    |
| 2009      | ф  | Моя дівчинка не хоче...             | Non ma fille, tu n'iras pas danser  | Фредерік                                            |
| 2010      | ф  | 22 кулі: Безсмертний                | L'immortel                          | Марі Гольдман                                       |
| 2010      | ф  | Кілька щасливців                    | Happy Few                           | Рашель                                              |
| 2010      | ф  | Людина, яка хотіла жити по-своєму   | L'homme qui voulait vivre sa vie    | Сара Ексбен                                         |
| 2011      | ф  | Очі його матері                     | Les yeux de sa mère                 | Майліс Тремазан                                     |
| 2011      | ф  | Паліція                             | Polisse                             | Іріс                                                |
| 2011—2012 | с  | Коротше                             | Bref                                |                                                     |
| 2012      | ф  | Маман                               | Maman                               | Аліса                                               |
| 2012      | кф | Франк-Етьєн на шляху до блаженства  | Frank-Étienne Vers La Béatitude     | Glaïeul                                             |
| 2013      | ф  | 100% кашемір                        | 100% cachemire                      | Софі                                                |
| 2013      | ф  | Буль і Білл                         | Boule & Bill                        | мама Буля                                           |
| 2013      | ф  | Вандал                              | Vandal                              | Елен, мати                                          |
| 2014      | тф | Усе дозволено Tout est permis       | психолог                            |                                                     |
| 2014      | ф  | Бодибілдер                          | Bodybuilder                         | Леа                                                 |
| 2014      | ф  | Тримайся прямо                      | Tiens-toi droite                    |                                                     |
| 2014      | ф  | Круговерть                          | La ritournelle                      | Крістіан                                            |
| 2015      | тф | Демони                              | Démons                              | Катаріна                                            |
| 2015      | ф  | Буйна сімейка                       | Papa ou maman                       | Флоренс Лерой                                       |
| 2015      | ф  | Буря                                | Orage                               | Марія                                               |
| 2016      | ф  | Чорний Перікл                       | Pericle il nero                     | Анастасія                                           |
| 2016      | ф  | Бездоганна                          | Irréprochable                       | Констанс                                            |
| 2016      | ф  | Тато або мама 2                     | Papa ou maman 2                     | Флоренс Лерой                                       |
| 2017      | ф  | Майстерня                           | L'Atelier                           | Олівія Дузазе́                                       |
| 2018      | ф  | Щасливі невдахи                     | Le Grand Bain                       | Клер                                                |

## Визнання
| Нагороди та номінації Марини Фоїс | Нагороди та номінації Марини Фоїс                  | Нагороди та номінації Марини Фоїс | Нагороди та номінації Марини Фоїс |
| Рік                               | Категорія                                          | Фільм                             | Результат                         |
| --------------------------------- | -------------------------------------------------- | --------------------------------- | --------------------------------- |
| Премія «Сезар»                    |                                                    |                                   |                                   |
| 2003                              | Найперспективніша акторка                          | Ті, що втратили й шукають         | Номінація                         |
| 2003                              | Найкраща акторка                                   | Дорога                            | Номінація                         |
| 2008                              | Найкраща акторка                                   | Паліція                           | Номінація                         |
| 2017                              | Найкраща акторка                                   | Бездоганна                        | Номінація                         |
| 2018                              | Найкраща акторка                                   | Майстерня                         | Номінація                         |
| Премія «Люм'єр»                   |                                                    |                                   |                                   |
| 2008                              | Найкраща акторка                                   | Дорога                            | Номінація                         |
| 2012                              | Найкраща акторка                                   | Паліція                           | Номінація                         |
| Кришталевий глобус                |                                                    |                                   |                                   |
| 2012                              | Найкраща акторка                                   | Паліція                           | Перемога                          |
| Кінофестиваль світових прем'єр    |                                                    |                                   |                                   |
| 2017                              | Міжнародний приз за найкращу акторську гру акторки | Буря                              | Перемога                          |